# Benjamin Buchloh
Benjamin Buchloh (* 13. November 1941 in Köln) ist ein deutscher Kunsthistoriker, Publizist und Ausstellungskurator. Er lehrte Kunstgeschichte an der  Harvard University in Cambridge, Massachusetts.

## Leben und Wirken
Benjamin H. D. (Heinz Dieter) Buchloh verbrachte seine ersten Lebensjahre in der Schweiz und kehrte 1946 nach Köln zurück. Als junger Mann zog er nach Berlin und studierte an der Freien Universität deutsche Literatur. Er war ab 1968 in der Studentenbewegung aktiv, 1969 wurde er zum Dr. phil. promoviert. Er war 1974/1975 Herausgeber der letzten beiden Ausgaben der zwischen 1968 und 1975 erscheinenden avantgardistischen Zeitschrift Interfunktionen. 1976 war er, als Nachfolger von Kasper König, Gastprofessor an der Nova Scotia College of Art and Design in Halifax und Herausgeber der Press of the Nova Scotia College of Art and Design. 1978 lehrte er für kurze Zeit an der Kunstakademie Düsseldorf.
Von 1989 bis 1994 war Buchloh Associate Professor am Massachusetts Institute of Technology (MIT) und daneben von 1991 bis 1993 Direktor für kritische und kuratorische Studien im Whitney Independent Study Program des Whitney Museum of American Art in New York. Seit 1994 war Buchloh Professor für die Kunst des 20. Jahrhunderts, sowie für Kritik und kritische Theorie am Barnard College, New York.
2005 wurde er zum Franklin D. and Florence Rosenblatt-Professor of Modern Art an die Harvard University berufen. 2007 erhielt er den erstmals für einen herausragenden Kunsthistoriker vergebenen Goldenen Löwen der Biennale von Venedig. 2008 wurde er in die American Academy of Arts and Sciences aufgenommen; 2009 war er Fellow an der American Academy in Berlin.
Buchloh ist Autor zahlreicher Monografien über zeitgenössische Künstler, darunter Gerhard Richter, Marcel Broodthaers, Carl Andre und Dan Graham. Seine Arbeit über den Pop-Art-Künstler Andy Warhol gilt als grundlegend. In seinen Schriften befasst sich Buchloh vornehmlich mit den Beziehungen zwischen den historischen Avantgarden des zwanzigsten Jahrhunderts und den so genannten Neo-Avantgarden der Nachkriegszeit. Er gilt als Vermittler der amerikanischen und europäischen Kunstproduktion der sechziger Jahre bis zur Gegenwart und untersucht die Interaktion transatlantischer künstlerischer Praktiken in diesem Zeitraum.

## Werke (Auswahl)
- Andy Warhol. MIT-Press, Cambridge, Mass. 2001, ISBN 978-0-262-63242-3 (October Files; Bd. 2).
- Gerhard Richter. MIT-Press, Cambridge, Mass. 2009, ISBN 978-0-262-51312-8 (October Files; Bd. 8).
- Gerhard Richter. Acht Grau. Hatje Cantz, Ostfildern-Ruit 2002, ISBN 978-3-7757-1274-3 (Katalog zur gleichnamigen Ausstellung im Deutschen Guggenheim Museum, Berlin vom 11. Oktober 2002 bis 5. Januar 2003).
- Neo-Avantgarde and Culture Industry. Essays on European and American Art from 1955 to 1975. 2. Aufl. MIT-Press, Cambridge, Mass. 2003, ISBN 978-0-262-52347-9 (October Books).